# Альбрехт VI (Бавария-Лёйхтенберг)
Альбрехт VI (нем. Albrecht VI. von Bayern; 26 февраля 1584, Мюнхен — 5 июля 1666, Мюнхен) — ландграф Лейхтенберга (1646—1650). Шестой сын герцога Баварии Вильгельма V (1548—1626) и его жены Ренаты Лотарингской (1544—1602).

## Биография
В 1612 году (26 февраля) женился на Мехтильде фон Лейхтенберг, дочери ландграфа Георга Людвига фон Лейхтенберга и Саломеи фон Баден-Баден.
В 1646 году по правам жены унаследовал ландграфство Лейхтенберг. В 1650 г. обменял его своему брату курфюрсту Максимилиану I на имперское графство Хаг.
В 1651—1654 регент при несовершеннолетнем племяннике курфюрсте Фердинанде Марии.

## Дети
- Мария Рената (1616—1630)
- Карл Иоганн Франц (1618—1640)
- Фердинанд Вильгельм (1620—1629)
- Максимилиан Генрих (1621—1688), архиепископ Кёльна
- Альбрехт Сигизмунд (1623—1685), епископ Регенсбурга и Фрейзинга.